# Piney Brown
Piney Brown (* 20. Januar 1922 in Birmingham (Alabama); † 5. Februar 2009 in Dayton, Ohio) war ein amerikanischer Rhythm-&-Blues- und Bluessänger und Songwriter.

## Leben und Wirken
Brown sang als Jugendlicher mit seinen Schwestern in einem Gospelensemble namens The Blue Jay Singers. Als er den „Piney Brown Blues“ (Decca 1941) von Big Joe Turner und Pete Johnson hörte, beschloss er Singer-Songwriter zu werden. Sein Plattendebüt hatte er 1947, als er für Miracle Records aufnahm; in seiner Begleitband spielten Eddie Chamblee (Saxophon) und Sonny Thompson (Piano). Brown unterzeichnete 1948 einen Plattenvertrag bei Apollo Records. In den 1950er-Jahren nahm er für King Records („Walk-A-Block-And-Fall/Whispering Blues“, #45-4636), Jubilee Records („Ooh You Bring Out the Wolf in Me“, #45-5123) und Apollo („That's Right Baby/How About Rocking With Me“, #418/423) auf, ferner für Parrot, Sittin’ In With und Atlas. In dieser Zeit tourte Brown häufig in der Region zwischen Taxes und Chicago, bevor er Anfang der 1960er-Jahre nach Birmingham zurückkehrte, um seine Mutter zu pflegen. In diesen Jahren war er in den Bundesstaaten Mississippi, Louisiana und Arkansas unterwegs. In seiner Band spielte zeitweise auch der Gitarrist Albert Collins.
In den 1960er-Jahren entstanden weitere Aufnahmen Browns für Label wie Mad in Chicago („Sugar in My Tea (Cream in My Coffee)/My Love“) sowie für Cimarron und Sound Stage 7 in Nashville. In den späteren Jahren trat er weiter in Clubs auf, u. a. mit Bo Diddley und Chuck Berry. Als Songwriter schrieb er für Little Milton und Roscoe Gordon; er war Coautor von „The Popcorn“ (mit James Brown) und von „Just Want a Little Bit“ (mit Earl Washington, John Thornton, Ralph Bass, Sylvester Thompson); dieser Song wurde u. a. von Little Milton, Freddie King, T-Bone Walker, Elvis Presley sowie den Bands The Animals (Before We Were So Rudely Interrupted, 1977) und Slade gecovert. Brown nahm erst wieder 2002 auf, als sein Album One of These Days entstand, das 2006 erschien. Ab 1963 lebte er in Dayton, wo er 2009 nach langer Krankheit starb.